# Sandro Grande
Sandro Grande (Montréal, 22 settembre 1977) è un allenatore di calcio ed ex calciatore canadese di origini italiane, di ruolo centrocampista.

## Carriera

### Nazionale
Segnò la sua unica rete in nazionale durante un’amichevole contro la Spagna il 3 settembre 2005, partita che finì 2-1 in favore degli spagnoli.

### Allenatore
Il 10 gennaio 2023 venne nominato allenatore del CF Montréal Riserve e a seguito della sua nomina montarono numerose proteste, tra cui quella del leader del partito quebecchese Paul St-Pierre Plamondon, il quale criticò tale scelta viste le passate esternazioni di Grande, reo di avere posizioni politiche talvolta estremiste e di avere augurato la morte a Pauline Marois, esponente del partito PQ, nell'occasione della festa del partito in cui ci fu una sparatoria con due morti. Dopo poche ore il club decise di fare un passo indietro ed annunciò di aver risolto il contratto con Sandro Grande e di aver nominato al suo posto Patrick Viollat.

## Palmarès

### Club

#### Competizioni nazionali
- United Soccer Leagues First Division: 1

Montreal Impact: 2004
- Voyageurs Cup: 2

Montreal Impact: 2004, 2005
- Canadian Championship: 1

Montreal Impact: 2008

## Statistiche

### Cronologia presenze e reti in nazionale
| Cronologia completa delle presenze e delle reti in nazionale ― Canada | Cronologia completa delle presenze e delle reti in nazionale ― Canada | Cronologia completa delle presenze e delle reti in nazionale ― Canada | Cronologia completa delle presenze e delle reti in nazionale ― Canada | Cronologia completa delle presenze e delle reti in nazionale ― Canada | Cronologia completa delle presenze e delle reti in nazionale ― Canada | Cronologia completa delle presenze e delle reti in nazionale ― Canada | Cronologia completa delle presenze e delle reti in nazionale ― Canada |
| Data                                                                  | Città                                                                 | In casa                                                               | Risultato                                                             | Ospiti                                                                | Competizione                                                          | Reti                                                                  | Note                                                                  |
| --------------------------------------------------------------------- | --------------------------------------------------------------------- | --------------------------------------------------------------------- | --------------------------------------------------------------------- | --------------------------------------------------------------------- | --------------------------------------------------------------------- | --------------------------------------------------------------------- | --------------------------------------------------------------------- |
| 8-9-2004                                                              | San José                                                              | Costa Rica                                                            | 1 – 0                                                                 | Canada                                                                | Qual. Mondiali 2006                                                   | -                                                                     | 78’                                                                   |
| 9-10-2004                                                             | San Pedro Sula                                                        | Honduras                                                              | 1 – 1                                                                 | Canada                                                                | Qual. Mondiali 2006                                                   | -                                                                     | 78’                                                                   |
| 13-10-2004                                                            | Burnaby                                                               | Canada                                                                | 1 – 3                                                                 | Costa Rica                                                            | Qual. Mondiali 2006                                                   | -                                                                     | 9’ 70’                                                                |
| 17-11-2004                                                            | Città del Guatemala                                                   | Guatemala                                                             | 0 – 1                                                                 | Canada                                                                | Qual. Mondiali 2006                                                   | -                                                                     |                                                                       |
| 2-7-2005                                                              | Burnaby                                                               | Canada                                                                | 1 – 2                                                                 | Honduras                                                              | Amichevole                                                            | -                                                                     | 72’                                                                   |
| 7-7-2005                                                              | Seattle                                                               | Canada                                                                | 0 – 1                                                                 | Costa Rica                                                            | Gold Cup 2005 - 1º turno                                              | -                                                                     | 90’                                                                   |
| 9-7-2005                                                              | Seattle                                                               | Stati Uniti                                                           | 2 – 0                                                                 | Canada                                                                | Gold Cup 2005 - 1º turno                                              | -                                                                     | 79’                                                                   |
| 12-7-2005                                                             | Foxborough                                                            | Canada                                                                | 2 – 1                                                                 | Cuba                                                                  | Gold Cup 2005 - 1º turno                                              | -                                                                     | 56’                                                                   |
| 3-9-2005                                                              | Santander                                                             | Spagna                                                                | 2 – 1                                                                 | Canada                                                                | Amichevole                                                            | 1                                                                     | 71’                                                                   |
| 22-1-2006                                                             | San Diego                                                             | Stati Uniti                                                           | 0 – 0                                                                 | Canada                                                                | Amichevole                                                            | -                                                                     | 70’                                                                   |
| 1-3-2006                                                              | Vienna                                                                | Austria                                                               | 0 – 2                                                                 | Canada                                                                | Amichevole                                                            | -                                                                     | 61’ 84’                                                               |
| 4-9-2006                                                              | Montréal                                                              | Canada                                                                | 1 – 0                                                                 | Trinidad e Tobago                                                     | Amichevole                                                            | -                                                                     | 74’                                                                   |
| Totale                                                                |                                                                       | Presenze                                                              | 12                                                                    |                                                                       | Reti                                                                  | 1                                                                     |                                                                       |